# Медведєв Іван Миколайович
Іва́н Микола́йович Медве́дєв — підполковник[джерело?] Збройних сил України.

## З життєпису
2000 року закінчив інститут танкових військ імені Верховної Ради України, місто Харків.
Станом на 2016 рік — старший офіцер відділення аналізу та прогнозування МПС, управління по роботі з особовим складом, в/ч А4583, Чернігів.

## Нагороди
За особисту мужність і героїзм, виявлені у захисті державного суверенітету та територіальної цілісності України, вірність військовій присязі під час російсько-української війни нагороджений
- орденом Богдана Хмельницького III ступеня (4.12.2014).